# Harry Bosch
El detective  Hieronymus "Harry" Bosch es un personaje de ficción creado por Michael Connelly en 1992 en la novela El eco negro (The Black Echo) y protagonista en veintiuna novelas policíacas, de momento; apareciendo también en dos novelas (El veredicto y La revocación) del otro gran personaje de Connelly, el abogado Mickey Haller, hermanastro del propio Bosch. Las novelas coinciden más o menos en el mismo tramo del tiempo del año en el que se publicaron.
"Harry", como es comúnmente conocido por sus amigos y compañeros, es un veterano policía de homicidios del Departamento de Policía de los Ángeles. Su nombre Hieronymous Bosch, el mismo que el del gran pintor flamenco del siglo XV llamado comúnmente como El Bosco, debido a que a su madre le gustaba mucho el cuadro El jardín de las delicias de este pintor, hasta el punto de darle a su hijo el nombre del autor. La actitud de Harry es la de un policía cansado de todo lo que hay alrededor de su profesión, obsesivo y triste, pero honesto y firme en sus pensamientos. Bosch es un hombre normal en el mundo de los homicidios, le agobia la burocracia del departamento; un policía de los antiguos pero que no reniega del todo de la tecnología.

## Biografía del personaje

### Pasado
La madre de Harry, Marjorie Lowe, era una prostituta de Hollywood, que fue asesinada en 1961 cuando Bosch tenía 12 años. Su padre, al que conocerá cuando este se encuentra en el final de su vida, era un poderoso abogado defensor. Harry pasó su juventud en varios orfanatos, residencias de jóvenes y alguna que otra familia de acogida. Se enteró de la muerte de su madre cuando estaba en un centro social juvenil. Bosch huyó de su pasado y se alistó en el ejército de los EE. UU.; todavía estaba en la adolescencia cuando esto pasó.
En Vietnam, Bosch fue un rastreador de túneles (los llamados "ratas de túnel"); un soldado especializado cuyo trabajo consistía en internarse en los túneles y acabar con los soldados vietnamitas en caso de que los hubiera. Este experiencia marcó su vida y personalidad.

### Carrera en el Departamento de Policía de los Ángeles
A su vuelta de Vietnam, decidió ingresar en el departamento de policía de los Ángeles (LAPD-Los Angeles Police Department), apareciendo en los libros con el rango de detective. 
Mientras está en la LAPD, Bosch trabajó en la prestigiosa división de robos y homicidios durante cinco años, pero fue expulsado por la división de asuntos internos, debido al asesinato de un sospechoso, Norman Church (Fabricante de muñecas o maquillador), que presuntamente había matado a nueve prostitutas. Después de la investigación de Asuntos internos, Bosch fue enviado a la división de homicidios de Hollywood. Algún tiempo después, Bosh dejó el LAPD y trabajó como investigador privado durante 3 años. Al terminar su sanción vuelve al LAPD, entonces Bosch es asignado a la unidad de casos no resueltos de robos y homicidios. Más tarde Bosch es transferido de esta unidad a "homicidios especiales" entre las novelas Echo Park yThe Overlook.

## Apariciones

### Novelas

#### SerieHarry Bosch
| #  | Título                     | Título original            | Año  | Compañeros | Ocupación                                            | Rango                            |
| -- | -------------------------- | -------------------------- | ---- | --- | ---------------------------------------------------- | -------------------------------- |
| 1  | El eco negro               | The Black Echo             | 1992 | Detective Jerry 'Jed' Edgar; agente especial del FBI Eleanor Wish                                                      | LAPD División Hollywood                              | Detective                        |
| 2  | Hielo negro                | Black Ice                  | 1993 | Detective Jerry 'Jed' Edgar; oficial de la Policía Judicial de México Carlos Águila                                    | LAPD División Hollywood                              | Detective                        |
| 3  | La rubia de hormigón       | The Concrete Blonde        | 1994 | Detective Jerry 'Jed' Edgar; RHD Det. Frankie Sheehan                                                                  | LAPD División Hollywood                              | Detective                        |
| 4  | El último coyote           | The Last Coyote            | 1995 | Carmen Hinojos, psicóloga                                                                                              | Suspendido temporalmente del LAPD División Hollywood | ---                              |
| 5  | Pasaje al paraíso          | Trunk Music                | 1997 | Detective Jerry 'Jed' Edgar; detective Kizmin 'Kiz' Rider; agente especial del FBI Roy Lindell                         | LAPD División Hollywood                              | Detective                        |
| 6  | El vuelo del ángel         | Angels Flight              | 1999 | Detective Jerry 'Jed' Edgar; detective Kizmin 'Kiz' Rider; IAD Det. John Chastain; agente especial del FBI Roy Lindell | LAPD División                                        | Detective                        |
| 7  | Más oscuro que en la noche | A Darkness More Than Night | 2001 | Fmr. agente especial del FBI Terry McCaleb                                                                             | LAPD División Hollywood                              | Detective                        |
| 8  | Ciudad de huesos           | City of Bones              | 2002 | Detective Jerry 'Jed' Edgar                                                                                            | LAPD División Hollywood                              | Detective                        |
| 9  | Luz perdida                | Lost Light                 | 2003 | Agente especial del FBI Roy Lindell; Detective retirado del LAPD Lawton 'Law' Cross                                    | Retirado del LAPD                                    | Investigador privado             |
| 10 | Cauces de maldad           | The Narrows                | 2004 | Agente especial del FBI Rachel Walling                                                                                 | Retirado del LAPD                                    | Investigador privado             |
| 11 | Último recurso             | The Closers                | 2005 | Detective Kizmin 'Kiz' Rider                                                                                           | LAPD Robos y Homicidios Unidad de Casos sin Resolver | Detective                        |
| 12 | Echo Park                  | Echo Park                  | 2006 | Detective Kizmin 'Kiz' Rider; agente especial del FBI Rachel Walling                                                   | LAPD Robos y Homicidios Unidad de Casos sin Resolver | Detective                        |
| 13 | El observatorio            | The Overlook               | 2007 | Detective Ignacio 'Iggy' Ferras; agente especial del FBI Rachel Walling                                                | LAPD Robos y Homicidios                              | Detective                        |
| 14 | Nueve dragones             | 9 Dragons                  | 2009 | Detective Ignacio 'Iggy' Ferras; detective David Chu; abogado Mickey Haller                                            | LAPD                                                 | Detective                        |
| 15 | Cuesta abajo               | The Drop                   | 2011 | Detective Kizmin 'Kiz' Rider;                                                                                          | LAPD                                                 | Detective                        |
| 16 | La caja negra              | The Black Box              | 2012 | | LAPD                                                 | Detective                        |
| 17 | La habitación en llamas    | The Burning Room           | 2014 | Detective Lucía Soto                                                                                                   | LAPD                                                 | Detective                        |
| 18 | Del otro lado              | The Crossing               | 2015 | Abogado Mickey Haller                                                                                                  | Retirado del LAPD                                    | Investigador privado             |
| 19 | El lado oscuro del adiós   | The Wrong Side of Goodbye  | 2016 | Detective Bella Lourdes; abogado Mickey Haller                                                                         | San Fernando Police Department                       | Detective; investigador privado  |
| 20 | Las dos caras de la verdad | Two Kinds of Truth         | 2017 | Detectives Bella Lourdes y Lucía Soto; abogado Mickey Haller                                                           | San Fernando Police Department                       | Detective a tiempo parcial       |
| 21 | Noche sagrada              | Dark Sacred Night          | 2018 | Detective Renée Ballard                                                                                                | San Fernando Police Department                       | Detective a tiempo parcial       |
| 22 | Fuego nocturno             | The Night Fire             | 2019 | Detective Renée Ballard                                                                                                | San Fernando Police Department                       | Detective a tiempo parcial       |
| 23 | Las horas oscuras          | The Dark Hours             | 2021 | Detective Renée Ballard                                                                                                | Retirado del LAPD                                    | Detective a tiempo parcial       |
| 24 | Estrella del desierto      | Desert Star                | 2023 | Detective Renée Ballard                                                                                                | Retirado del LAPD                                    | Voluntario Unidad Casos Abiertos |
| 25 | La espera                  | The waiting                | 2024 | Detective Renée Ballard                                                                                                | Retirado del LAPD                                    | Voluntario Unidad Casos Abiertos |

#### SerieMickey Haller
1. El inocente (The Lincoln Lawyer) (2005)
2. El veredicto (The Brass Verdict) (2008)
3. La revocación (The Reversal) (2010)
4. El quinto testigo (The Fifth Witness) (2011)
5. Los dioses de la culpa (The Gods of Guilt) (2013)
6. La ley de la inocencia (The Law Of Innocence) (2020)

#### Otras
- Llamada perdida (Chasing the Dime) (2002), cameo sin nombre

#### De otros escritores
- Cons, Scams & Grifts (2001), de Joe Gores
- El último detective (The last Detective) (2003), de Robert Crais,[1] cameo sin nombre
- Strange Bedfellows (2006), de Paula L. Woods

### Cuentos
Colecciones:
- Suicide Run: Three Harry Bosch Short Stories (2011),[2] colección de 3 cuentos:
"Suicide Run", "Cielo Azul", "One Dollar Jackpot"
- Angle of Investigation: Three Harry Bosch Short Stories (2011),[3] colección de 3 cuentos:
"Christmas Even", "Father's Day", "Angle of Investigation"
- Mulholland Drive: Three Short Stories (2012),[4] colección de 3 cuentos:
"Cahoots", "Mulholland Dive", "Two-Bagger"

No publicados en colecciones:
- "Blue on Black" (2010)
- "Blood Washes Off" (2011)
- "Homicide Special" (2011)
- "A Fine Mist of Blood" (2012)
- "Switchblade" (2014)
- "Red Eye" (2014), coescrito con Dennis Lehane
- "The Crooked Man" (2014)
- "Nighthawks" (2016)
- "The Guardian" (2020)

## Adaptaciones
- Bosch (2014-2021), serie desarrollada por Eric Overmyer
- Bosch: Legacy (2022), serie desarrollada por Michael Connelly, Tom Bernardo y Eric Overmyer